# Marcus Lamponius
Marcus Lamponius († 82 v. Chr.) war am Beginn des 1. Jahrhunderts v. Chr. ein bedeutender Feldherr des antiken italischen Volkes der Lukaner.

## Leben
Von seiner Abstammung her war Marcus Lamponius, über dessen frühes Leben nichts bekannt ist, ein Lukaner. Als wichtigster Militärführer seiner Landsleute gehörte er im Bundesgenossenkrieg gegen Rom wohl zu den zwölf italischen Prätoren des Jahres 90 v. Chr. Unter dem Oberbefehl des samnitischen Heerführers Pontius Telesinus leitete er den Krieg in Lukanien gegen Publius Licinius Crassus, den Legaten des römischen Konsuls Lucius Iulius Caesar. Er steckte Crassus’ Lager in Brand und brachte dem Heer des Legaten schwere Verluste bei; 8000 von dessen Soldaten fielen. Crassus zog sich mit den ihm verbliebenen Soldaten in die lukanische Stadt Grumentum zurück und wurde dort von Lamponius belagert.
Auch nach dem Ende des Bundesgenossenkriegs setzten die Lukaner und Bruttier den bewaffneten Konflikt gegen Rom fort. Lamponius führte dabei zusammen mit Titus Cleppius und Pompaedius den Kampf in Bruttium bis 87 v. Chr. weiter. Sie versuchten eine Attacke auf die an der Südspitze des italienischen Festlands gelegene Stadt Rhegion (heute Reggio Calabria), um sich von hier nach Sizilien einzuschiffen und diese römische Provinz zu gewinnen; doch der Statthalter Siziliens, Gaius Norbanus, konnte diese Unternehmung vereiteln.
Daraufhin schloss sich Lamponius der Partei des Gaius Marius an. Als Sulla nach seiner erfolgreichen Beendigung des Ersten Mithridatischen Kriegs nach Italien zurückkehrte und sich der Bekämpfung seiner innenpolitischen Feinde, der Marianer, zuwandte, unterstützte Lamponius Letztere militärisch. Gemeinsam mit Pontius Telesinus brach er an der Spitze einer aus Italikern bestehenden Armee von Lukanien auf, durchzog verheerend Kampanien und marschierte dann nach Latium. Dort wollte er dem in Praeneste belagerten jüngeren Marius Entsatz bringen. Als er und Pontius Telesinus den Weg nach Praeneste durch Sulla versperrt fanden, zogen sie plötzlich gegen das ungeschützte Rom. Sulla setzte ihnen nach und brachte ihnen in der Schlacht an der Porta Collina (1. November 82 v. Chr.) eine schwere Niederlage bei. Pontius Telesinus wurde in den Kämpfen schwer verwundet und fiel in die Hände der Römer; Lamponius kam auf der Flucht ums Leben.